# Oliver Goldsmith
Oliver Goldsmith (Condado de Longford, 10 de novembro de 1728/1730 — Londres, 4 de abril de 1774) foi um médico escritor irlandês.

## Obras
- The Citizen of the World
- The Hermit
- The History of Little Goody Two-Shoes (1765)
- Vicar of Wakefield (1766)
- The Good-Natur'd Man (1768)
- The Deserted Village (1770)
- She Stoops to Conquer (1771)

1. ↑  'A literary party at Sir Joshua Reynolds's, D. George Thompson, publicado por Owen Bailey, depois James William Edmund Doyle, publicado em 1 de outubro de 1851